# Garz (Havelberg)
Garz ist eine Ortschaft und ein Ortsteil der Hansestadt Havelberg im Landkreis Stendal in Sachsen-Anhalt.

## Geografie

### Lage
Garz, ein Dorf mit Kirche, liegt 12 Kilometer südöstlich der Hansestadt Havelberg und 11 Kilometer südöstlich der Stadt Sandau (Elbe) im westlichen Elb-Havel-Winkel in der unteren Havelniederung. Im Norden und Osten grenzt das Dorf an das Fauna-Flora-Habitat-Gebiet „Untere Havel und Schollener See“.
Nachbarorte sind Neukamern im Westen, Kuhlhausen im Norden, das brandenburgische Strodehne im Osten und Warnau im Südosten.

### Gliederung
Zur Ortschaft Garz gehört der gleichnamige Ortsteil mit den Wohnplätzen Ausbau Garzer Mühle und Ausbau Garzer Schleuse.

## Geschichte

### Mittelalter bis Neuzeit

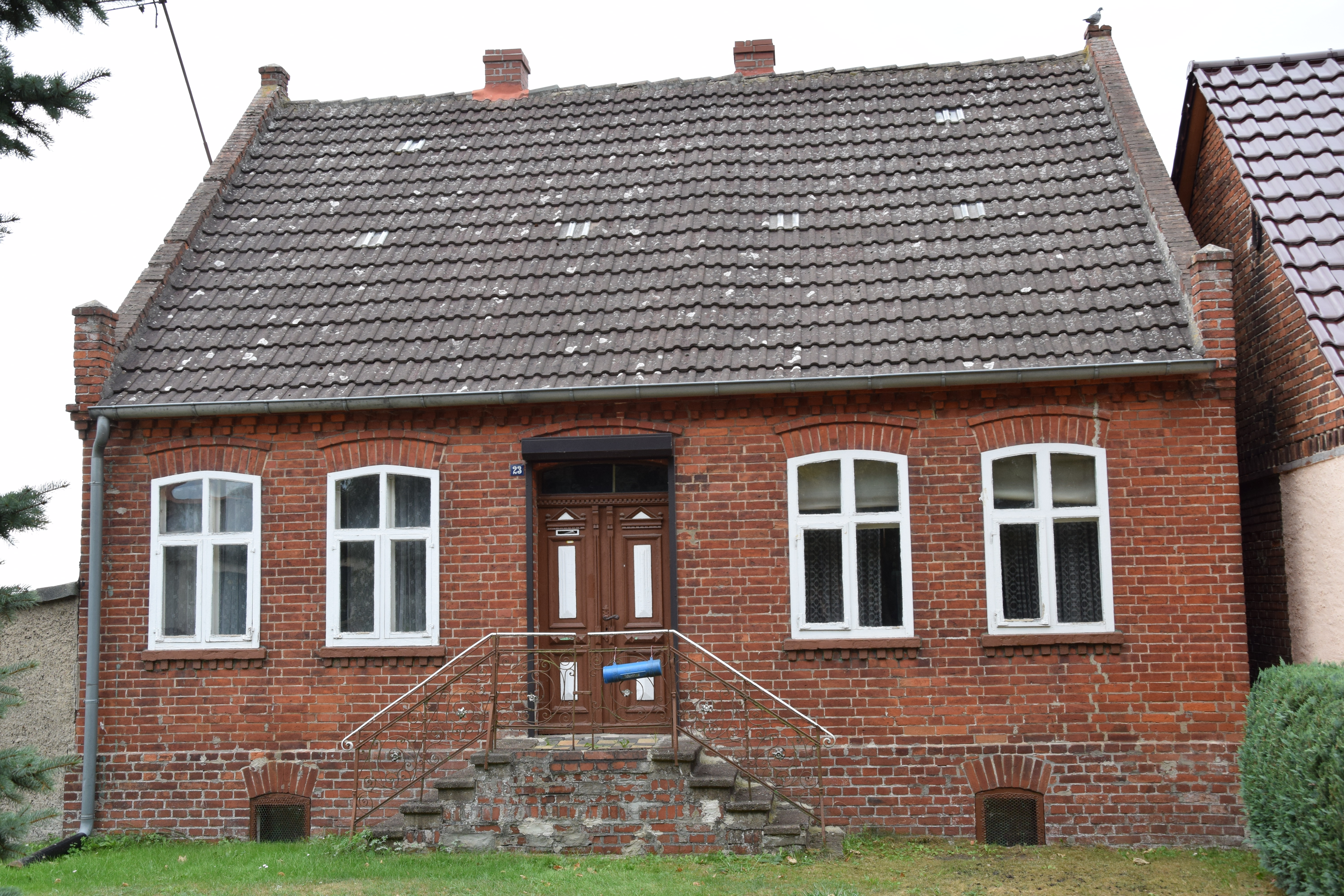
Haus in der Schleusenstraße

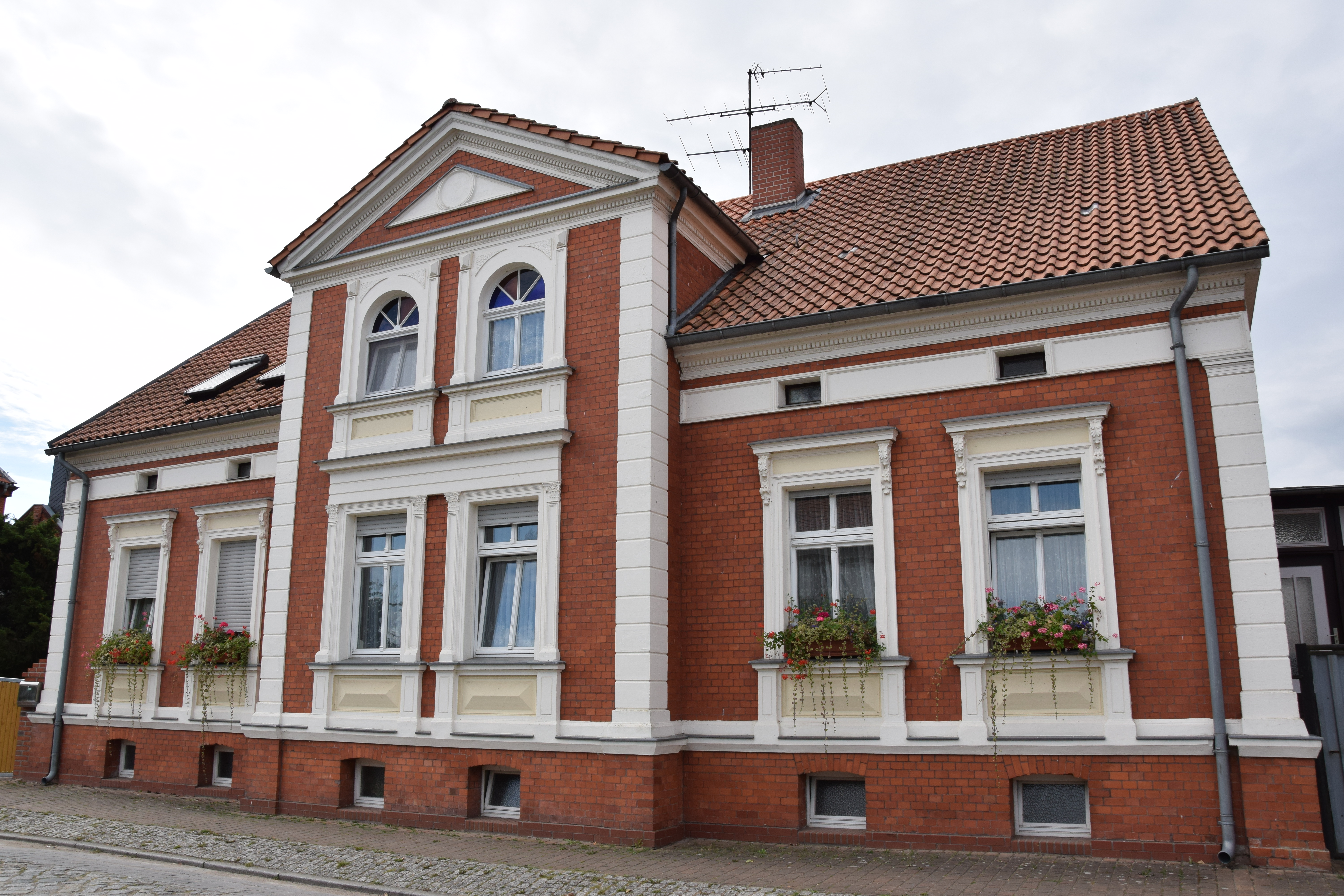
Bauernhaus in Garz

Die ersten Erwähnungen des Dorfes stammen aus dem Jahre 1386 aus dem Lehnbuch des Magdeburger Erzbischofs Albrecht IV. (1383–1403). Sein Stiftsvasalle Tile Burfient hatte 5 Stendalsche Groschen als Einnahmen in villa Garcz und Tydeke Burwigend 4 Talente Groschen in villa Garntz.
Garz entstand als slawisches Runddorf. Um den zentralen Dorfplatz herum siedelten sich Hüfner, Bauern und Fischer an und errichteten ihre Wohn- und Stallgebäude aus Backstein im Vierseit-Stil. Bereits 1562 hatte das Dorf eine Kirche. Im Jahre 1626 wurden die Kirchenglocken geraubt. 1682 vernichtete ein Dorfbrand die Kirche. 1897 hat ein großer Dorfbrand viele Gebäude um die Kirche herum zerstört. Die Einwohner bauten sie aber wieder auf.
Der Bau der 1912 fertiggestellten Schleuse Garz führte zu einer Verbesserung der Verkehrsinfrastruktur und zur Verringerung der Hochwassergefahr. Für die Familie des Schleusenwärters wurde ein Gehöft angelegt. Gütertransporte und Fahrgastschifffahrt schufen einige Arbeitsplätze. Der Ort erhielt in diesem Zusammenhang auch einen Hafen.

### 1950 bis 1993
Zu DDR-Zeiten befand sich im Ort das Kinderferienlager Otto Lilienthal (Adresse: Ausbau Schleuse 1), das der VEB Elektronikhandel Berlin für die Kinder seiner Betriebsangehörigen unterhielt. Außerhalb der Schulferien diente die Einrichtung als Schulungszentrum. Das Lager bestand aus dem historischen Backsteinhaus des Schleusenwärters, einem neu errichteten Flachbau und einem Appellplatz. Nach der Wende übernahm ein ehemaliger Mitarbeiter des Betriebes die Einrichtung und führte sie einige Jahre privat fort. Danach kaufte eine Geschäftsfrau das Anwesen und führt seitdem dort eine Pension.

### Nach 1990
Die Dorfkirche konnte auch dank der Spenden der Bürger renoviert werden. Die Einwohner ließen ihre Wohngebäude ebenfalls nach und nach sanieren. Nun steht der gesamte Dorfkern unter Denkmalschutz.

### Eingemeindungen
Garz gehörte früher zum zweiten Distrikt im Jerichowschen Kreis im Norden des Herzogtums Magdeburg. 1816 kam es zum Kreis Jerichow II, dem späteren Landkreis Jerichow II in der preußischen Provinz Sachsen.
Am 20. Juli 1950 wurde die bis dahin eigenständige Gemeinde Garz nach Warnau eingemeindet.
Am 15. Oktober 1993 wurde der Ortsteil Garz wieder aus der Gemeinde Warnau ausgegliedert und entstand als politisch selbstständige Gemeinde neu. Diese gehörte dann zur Verwaltungsgemeinschaft Elbe-Havel-Land im Landkreis Stendal. Durch die Eingemeindung nach Havelberg am 1. Januar 2005 verlor Garz seine politische Selbstständigkeit.

### Einwohnerentwicklung
| Jahr | Einwohner |
| ---- | --------- |
| 1782 | [00]199   |
| 1818 | [00]267   |
| 1840 | [00]325   |
| 1864 | [00]428   |
| 1867 | 391       |

| Jahr | Einwohner |
| ---- | --------- |
| 1871 | 380       |
| 1905 | 354       |
| 1910 | 376       |
| 1925 | 410       |
| 1933 | 382       |

| Jahr | Einwohner |
| ---- | --------- |
| 1939 | 350       |
| 1946 | 427       |
| 2011 | [00]146   |
| 2018 | [00]144   |
| 2021 | [0]140    |

| Jahr | Einwohner |
| ---- | --------- |
| 2022 | 133       |

Quelle, wenn nicht angegeben: 1867 bis 1946 Unterlagen der Volkszählung

## Politik

Wappen von Garz

### Ortsbürgermeisterin
Astrid Braunsdorf ist seit 2019 Ortsbürgermeisterin der Ortschaft Garz.

### Ortschaftsrat
Bei der Ortschaftsratswahl am 26. Mai 2019 gewann die Wählergemeinschaft Bündnis der Mitte Garz alle 5 Sitze.

### Wappen
Blasonierung: „In Silber ein roter steigender Rehbock mit dreiendigem Geweih auf grünem Schildfuß.“
Der Magdeburger Kommunalheraldiker Jörg Mantzsch gestaltete das Wappen 1995, die zuständige Gemeinde genehmigte es ohne große Änderungen. Die Farben des Ortsteils sind Rot-Weiß.

## Kultur und Sehenswürdigkeiten

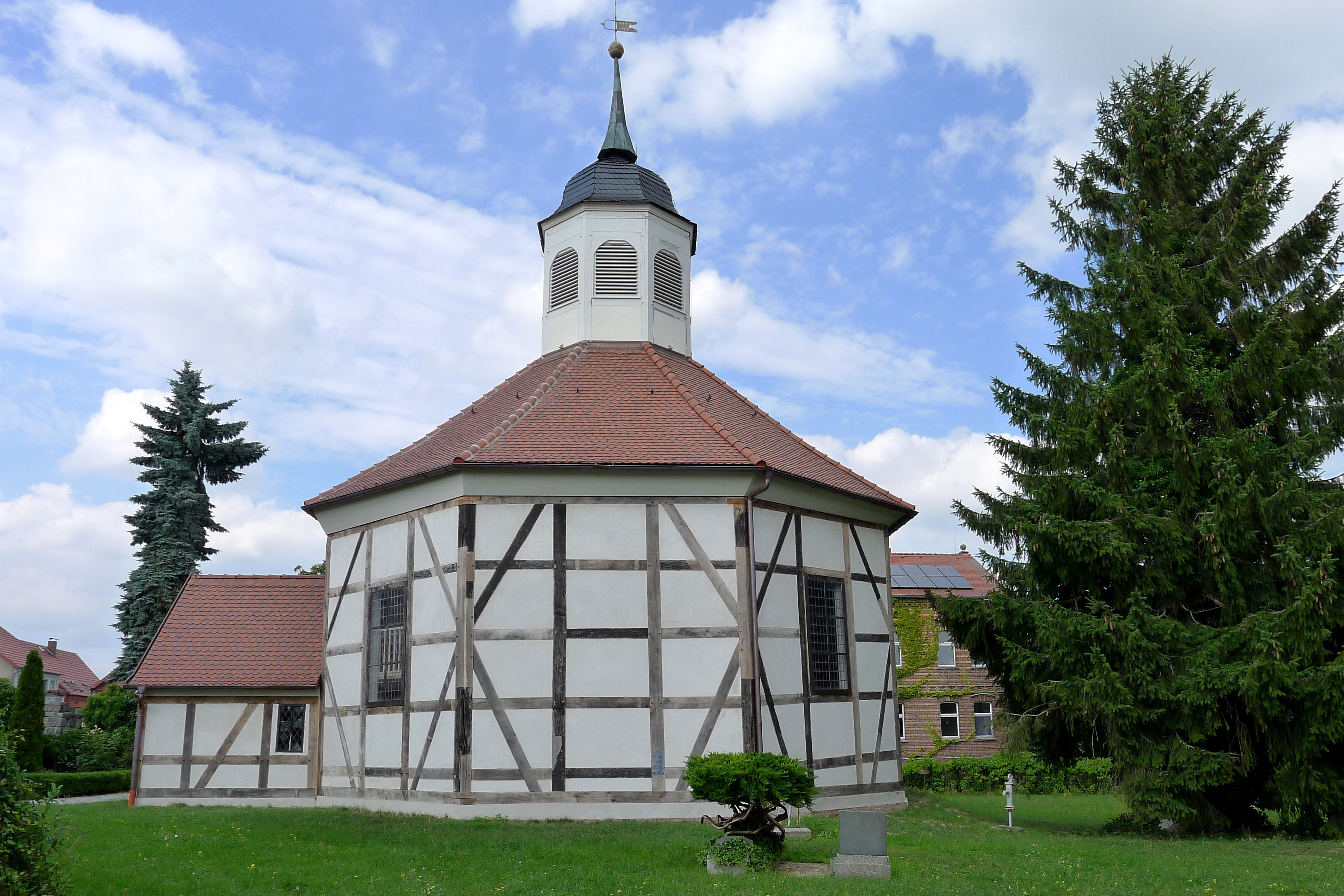
Dorfkirche Garz

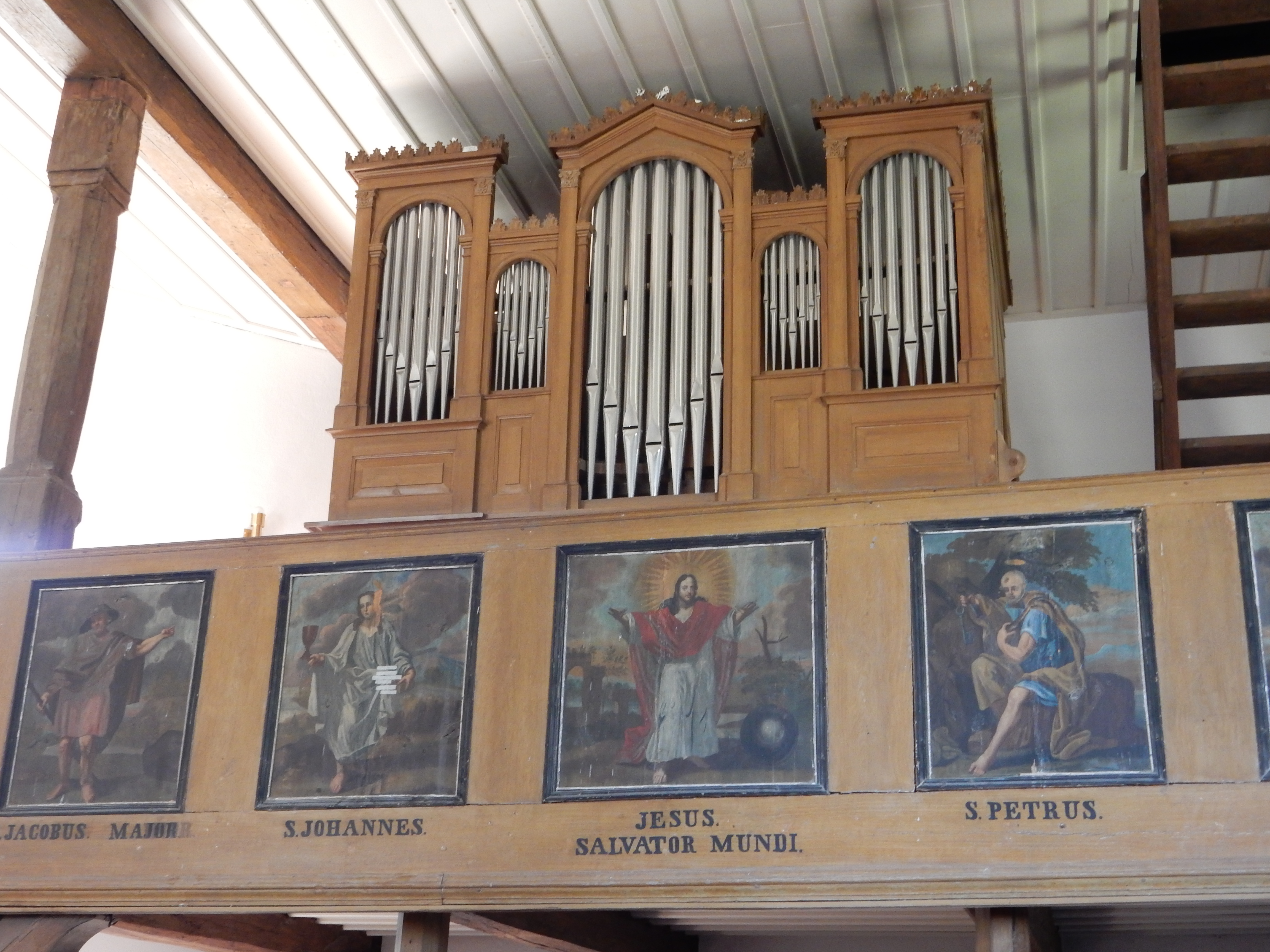
Lütkemüller-Orgel in Garz

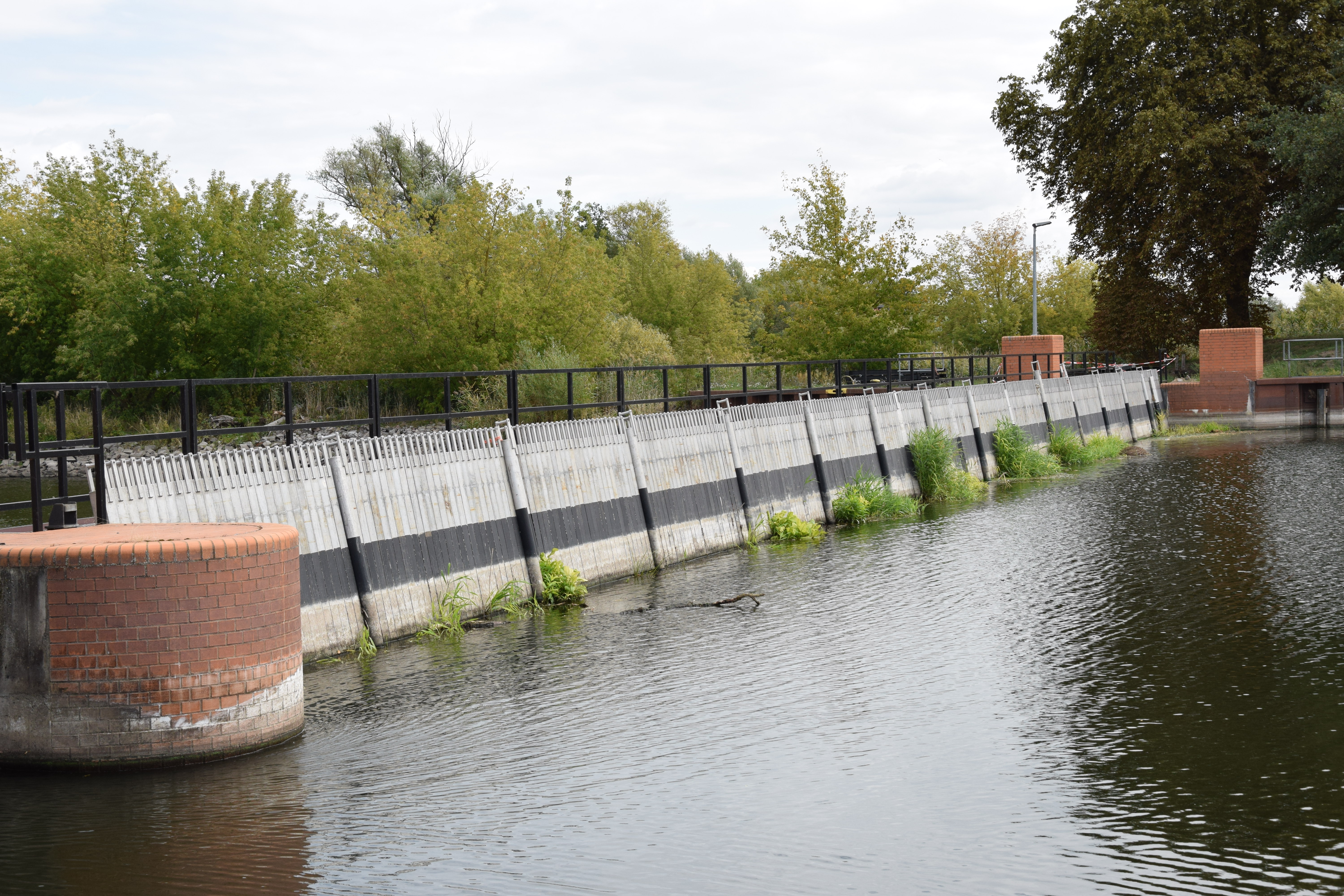
Nadelwehr in Garz

- Die evangelische Dorfkirche Garz, ein achteckiger Fachwerkbau mit einem Zeltdach und achteckiger Laterne, stammt aus dem Jahr 1688. Der westliche Vorbau dient als Eingang.[8] In der Kirche befindet sich eine Lütkemüller-Orgel aus dem Jahr 1871, die 2007 restauriert wurde. Die Kirche wurde von 2014 bis 2020 umfassend saniert und erstrahlt nun im ursprünglichen sehr blassen Rosa.[21]
- Ein Staudamm (Nadelwehr) an der Havel, der Ortskern und viele Bauernhäuser im Dorf stehen unter Denkmalschutz.[3]

## Wirtschaft und Kultur
- Haupterwerbszweig für den Ort ist der Tourismus in Verbindung mit der Havel und dem Biosphärenreservat Mittelelbe.
- Der 2009 gegründete Orts- und Kulturverein Garz/Havel e. V. organisiert mit den Einwohnern und Gästen Feste – ein Frühlingsfest, ein Sommerfest, ein Kartoffelfest, Fischessen am Feuer, Bastelnachmittage für Kinder oder einen Weihnachtsmarkt mit Kulturprogramm in der Kirche.[22]

## Quappenwinkel
Die Gegend um Garz, Kuhlhausen und Warnau heißt im Volksmund scherzhaft „Quappenwinkel“ und die Bewohner „Quappenköppe“, da früher dort viele Quappen gefangen wurden, eine heute in der Havel ausgestorbene Dorschart.

## Sage – Der wilde Birnbaum
Der Lehrer Schmidt überlieferte 1908 im Altmärkischen Sagenschatz die Sage. Auf der rechten Seite des Weges von Warnau nach Garz stand damals noch auf freiem Felde ein wilder Birnbaum, im Volksmund „Der wilde Beerboom“ genannt. Nur alle zwei Jahre trug er Früchte, dann aber so viele, dass die Äste zu brechen drohten. An diesem Baum wurden früher allerlei Krankheiten und Gebrechen gebötet, denn es war ein Feldmarkgrenzbaum, dem Heilkräfte innewohnten. Der Baum war an verschiedenen Stellen angebohrt, es waren Nägel und Holzpflöcke hineingeschlagen worden, doch hatte das ihm alles nichts geschadet.

## Verkehr
Durch das Dorf führt die überregionale Radroute Havelradweg.
Es verkehren Linienbusse und Rufbusse von stendalbus.